# Oxygala
Oxygala (ὀξύγαλα, tdl. ‘leche agria’), en la actualidad denominado xinogala (ξινογαλα), fue un antiguo producto lácteo griego propio de las gastronomias de la antigua Grecia y Roma. Se cree que el oxygala era una forma de yogur y por lo general era consumido junto con miel.
El plato también era conocido entre los antiguos persas.